# Кастори, Фабрицио
Фабрицио Кастори (итал. Fabrizio Castori; род. 11 июля 1954, Сан-Северино-Марке, Марке) — итальянский футбольный тренер.

## Карьера
Кастори никогда не играл в футбол на профессиональном уровне, работал бухгалтером, продавцом обуви. В 26 лет он начал свою тренерскую деятельность. Долгие годы наставник работал с различными любительскими коллективами. Постепенно ему удалось выбраться из низов итальянского футбола на высокий уровень. С 2003 по 2008 год Кастори возглавлял «Чезену». За это время ему удалось вывести клуб в Серию B и удерживать его там. Спустя несколько лет Кастори совершил настоящий прорыв со скромным клубом «Карпи». В 2015 году под его руководством команда впервые за свою 106-летнюю историю с первого места пробилась в Серию А. Причём дебютировал в элите итальянского футбола специалист только в 60 лет. Правда, после неудачного старта в Серии А, в ходе которого «Карпи» набрало два очка в шести матчах, наставник был уволен. Правда, спустя месяц руководство клуба отправила в отставку его преемника Джузеппе Саннино, после чего Кастори вернулся к своим обязанностям. Несмотря на хорошую игру, ему не удалось сохранить «Карпи» прописку в элите. Практически в последний момент в борьбе за место в Серии А его опередило «Палермо». Позднее специалист возвращался в «Чезену» и «Карпи», но его второй приход в клубы был менее успешным. Помимо них, Кастори руководил рядом других коллективов из Серии B. В 2021 году вывел «Салернитану» в Серию А. 17 октября 2021 года, через день после матча 8-го тура Серии A 2021/22 «Специя» — «Салернитана» (2:1), был отправлен в отставку.
Кастори является тренером-рекордсменом Серии B по количеству проведённых матчей у руля команд (501 игра).

## Достижения
- Чемпион Серии B: 2014/15
- Обладатель Кубка Италии (Серия C): 2003/04
- Чемпион Серии C2: 2000/01
- Чемпион Национального Любительского чемпионата (2): 1994/95, 1998/99
- Чемпион Эччеленцы Марке: 1992/93
- Чемпион Промоционе Марке: 1989/90
- Почётный гражданин Сан-Северино-Марке (2008)[7]

## Личная жизнь
Дочь сестры специалиста замужем за племянником известного итальянского тренера Вальтера Мадзарри. Любопытно, что вместе с ним Фабрицио Кастори в середине 1980-х учился на курсах в Коверчано.